# Paul Bazé
Pour les articles homonymes, voir Baze.
Paul Robert Bazé, né à Paris le 28 décembre 1901 et mort à Cambo-les-Bains le 2 juillet 1985, est un peintre français.

## Biographie
Il entre en 1919 à l’École des beaux-arts et arts décoratifs de Bordeaux comme élève de Paul Quinsac. En 1923, boursier de la ville de Bordeaux, il devient élève de Lucien Simon à l’École des beaux-arts de Paris.
Il reçoit en 1926 le prix Brizard et une mention honorable au Salon des artistes français et remporte le Premier Grand Prix de Rome 1928. En 1935-1936, il devient pensionnaire à la Casa de Velázquez grâce à une bourse de la ville de Paris. 
Il devient par la suite en 1967 conservateur du musée Bonnat à Bayonne où il s'est installé en 1938.
Un square de Bayonne porte son nom.